# جون شيريدان
جون شيريدان (بالإنجليزية: John Sheridan)‏، من مواليد 1 أكتوبر 1964، لاعب كرة قدم إيرلندي سابق، ومدرب كرة قدم إيرلندي حالي.
لعب مع منتخب إيرلندا لكرة القدم.

## مسيرته الكروية
لعب جون شيريدان خلال مسيرته الاحترافية مع 7 أندية في ستة وعشرون موسمًا وسجل خلالها 88 هدفًا ضمن 613 مباراة. ولم يفز بأي موسم بالكأس أو بالدوري.
خاض جون شيريدان مسيرته مع نادي ليدز يونايتد في موسم 1982–83 ليلعب معه سبعة مواسم، مشاركًا في 230 مباراة سجل خلالها 47 هدفًا. ثم انتقل إلى نادي شيفيلد وينزداي في موسم 1989–90 ليلعب معه ثمانية مواسم، حيث شارك في 197 مباراة سجل خلالها 25 هدفًا. لينتقل بعدها إلى نادي برمنغهام سيتي في موسم 1995–96 لمدة موسم واحد، مشاركًا في مباراتين ولم يسجل أي هدف. ثم انتقل إلى نادي بولتون واندررز في موسم 1996–97 ولمدة موسمين، مشاركًا في 32 مباراة سجل خلالها هدفين. هذا وانتقل لاحقًا إلى نادي أولدهام أثلتيك في موسم 1998–99 ليلعب معه ستة مواسم، مشاركًا في 145 مباراة سجل خلالها 14 هدفًا.

## روابط خارجية
- جون شيريدان على موقع الاتحاد الدولي (مؤرشف)  (الإنجليزية)
- جون شيريدان على موقع الاتحاد الأوربي (الإنجليزية)
- جون شيريدان على موقع قاعدة بيانات كرة القدم.إي يو (الإنجليزية)
- جون شيريدان على موقع ناشيونال فوتبول تيمز (الإنجليزية)
- جون شيريدان على موقع Soccerbase.com (لاعب) (الإنجليزية)
- جون شيريدان على موقع Soccerbase.com (مدرب) (الإنجليزية)
- جون شيريدان على موقع عالم كرة القدم.نت (الإنجليزية)